# Challenger of Dallas 2010
Il Challenger of Dallas 2010 è stato un torneo professionistico di tennis maschile giocato sul cemento indoor, che faceva parte dell'ATP Challenger Tour 2010. Si è giocato a Dallas negli USA dall'1 al 6 febbraio 2010.

## Partecipanti

### Teste di serie
| Nazionalità | Giocatore       | Ranking* | Testa di serie |
| ----------- | --------------- | -------- | -------------- |
| Stati Uniti | Jesse Levine    | 110      | 1              |
| Australia   | Carsten Ball    | 129      | 2              |
| Stati Uniti | Robert Kendrick | 138      | 3              |
| Sudafrica   | Kevin Anderson  | 148      | 4              |
| Stati Uniti | Michael Yani    | 159      | 5              |
| Stati Uniti | Jesse Witten    | 163      | 6              |
| Stati Uniti | Ryan Sweeting   | 166      | 7              |
| Paraguay    | Ramón Delgado   | 184      | 8              |

- Ranking al 18 gennaio 2010.

### Altri partecipanti
Giocatori che hanno ricevuto una wild card:
- Ryan Harrison
- Michael McClune
- Bobby Reynolds
- Dane Webb

Giocatori passati dalle qualificazioni:
- Luka Gregorc
- Jean-Noel Insausti
- Nicholas Monroe
- Juho Paukku

## Campioni

### Singolare
Ryan Sweeting ha battuto in finale  Carsten Ball con il punteggio di 6–4, 6–2

### Doppio
Scott Lipsky /  David Martin hanno battuto in finale  Vasek Pospisil /  Adyl Shamasdin con il punteggio di 7–6(7), 6–3